# Aeritalia G.91Y
L'Aeritalia G.91Y, surnommé Yankee (comme la lettre Y dans l'alphabet phonétique de l'OTAN), est un avion chasseur-bombardier bimoteur à réaction produit par le groupement Aeritalia dans la seconde moitié des années 1960. Mis en service à la fin des années 1960, il a été construit à 67 exemplaires, utilisés uniquement par l'Italie.

## Conception

### L'origine: le Fiat G.91
En 1953, l'OTAN lance le concours LWSF (Light Weight Strike Fighter, chasseur bombardier léger), visant à fournir aux pays membres un avion d'appui tactique économique, apte à effectuer des missions de reconnaissance et à utiliser des terrains sommairement aménagés, ceci afin de contrer une éventuelle offensive soviétique.
À l'issue d'une rude sélection, le Fiat G.91 est finalement déclaré vainqueur de la compétition en janvier 1958. L'Allemagne et le Portugal utilisèrent cet avion. La France, n'acceptant pas que son projet ne soit pas retenu, se retira du programme. Les commandes de la Grèce et de la Turquie furent repoussées puis annulées à cause des problèmes budgétaires.
Le Fiat G.91 fut mis en service en 1958 et resta opérationnel pendant 40 ans. 

### L'évolution vers le G.91Y
Les besoins exprimés par l'armée de l'air italienne, très satisfaite du Fiat G.91 par ailleurs, quelques années plus tard, était de pouvoir disposer d'un chasseur-bombardier.
Le choix se porta sur l'évolution du Fiat G.91 confiée à son concepteur, Giuseppe Gabrielli à qui il a été demandé de ne pas trop s'écarter du projet de base pour en limiter les coûts, en cette période difficile.
Le premier vol de la version G91.Y a eu lieu le 27 décembre 1966. L'avion démontra des performances nettement supérieures à son prédécesseur grâce à l'augmentation de puissance offerte par ses deux réacteurs General Electric J85. 
L'avion fut certifié en 1967 et présenté officiellement au Salon international de l'aéronautique et de l'espace de Paris-Le Bourget de la même année. La première commande de l'armée de l'air italienne, l'Aeronautica Militare intervient en 1969. La Suisse s'est dite très intéressée par cet avion et a commandé un prototype G.91YS, un avion de chasse léger multi-rôle. Les pressions américaines conduisirent l'armée suisse à commander 42 exemplaires du Northrop F-5 Freedom Fighter.
Le G.91Y ne sera utilisé que par l'Italie qui en commandera 65 exemplaires. La production globale s'élève à 67 unités. Les G.91Y resteront opérationnels jusqu'en 1994 et seront remplacés par les AMX.

### Variantes du G.91Y
- G.91Y : modèle de base doté de 2 réacteurs General Electric J85-GE-13A,
  - G.91YT : biplace d'entraînement avancé,
  - G.91YS : adapté aux besoins de la Suisse (1 prototype produit).

## Utilisateurs
- Italie : L'Aeronautica Militare a reçu 65 avions. Ils ont été retirés du service en 1994.